# فيرنون ولز
فيرنون ولز (بالإنجليزية: Vernon Wells)‏ هو لاعب كرة قاعدة أمريكي، ولد في 8 ديسمبر 1978 في شريفبورت في الولايات المتحدة.

## وصلات خارجية
- فيرنون ولز على موقع دوري كرة القاعدة الرئيسي (الإنجليزية)
- فيرنون ولز على موقعبيزبول رفرنس.كوم (الدوري الرئيسي) (الإنجليزية)
- فيرنون ولز على موقعبيزبول رفرنس.كوم (الدوري الثانوي) (الإنجليزية)
- فيرنون ولز على موقع إي إس بي إن.كوم (أم.أل.بي) (الإنجليزية)
- فيرنون ولز على موقع مشجعي الرسوم البيانية (الإنجليزية)
- فيرنون ولز على موقع IMDb (الإنجليزية)
- فيرنون ولز على موقع إن إن دي بي (الإنجليزية)